# Akaflieg München Mü 28

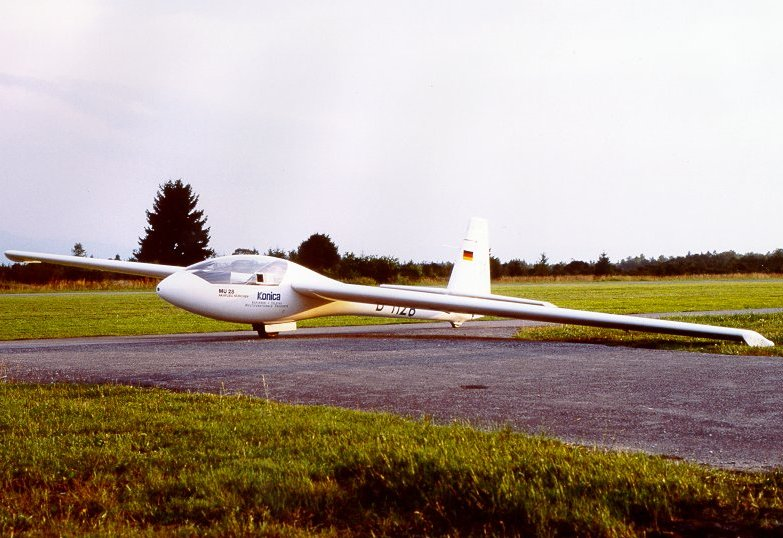
Die Akaflieg Mü 28

Die Akaflieg München Mü 28 ist ein Segelflugzeug der studentischen Fliegergruppe Akaflieg München, das für die Verwendung im Kunstflug ausgelegt ist. Es war neben der Lo 100 eines der wenigen Segelflugzeuge, die für Kunstflugmanöver optimiert waren.

## Geschichte
Da die Flugeigenschaften des gebräuchlichen Musters Lo 100 für Segelkunstflug in manchen Fluglagen – besonders im Rückenflug – unbefriedigend waren, fassten die Studenten Ende der 1970er-Jahre den Entschluss, ein eigenes Segelflugzeug zu entwickeln. Die Mü 28 konnte am 8. August 1983 zu ihrem Erstflug starten und musste im Zuge der Flugerprobung Geschwindigkeiten von bis zu 400 km/h erreichen. Dies macht sie zu einem der schnellsten Segelflugzeuge der Welt.

## Konstruktion

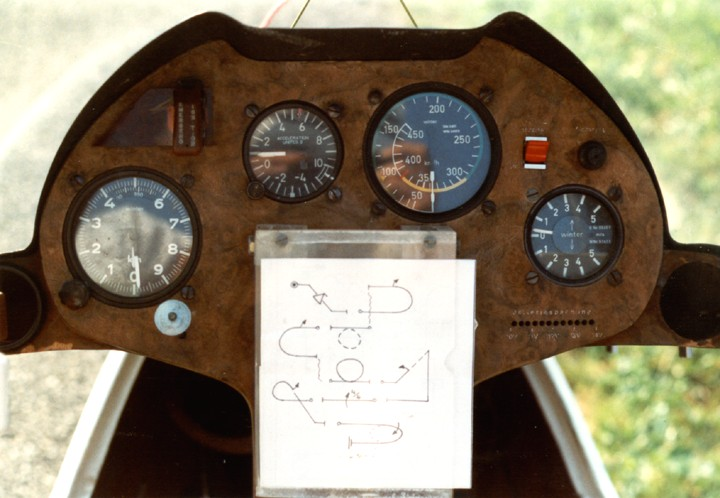
Akaflieg Mü 28

Bei der Konstruktion wurde auf Baugruppen der Glasflügel 303 Mosquito zurückgegriffen, darunter der Rumpf, Teile des Cockpits, der Steuerung und des Fahrwerks. Das Leitwerk, das von der Scheibe SF 34 stammt, wurde für die projektierten Lastvielfache von +/−10g verstärkt.
Bei den Tragflächen entschied man sich für ein symmetrisches Wortmann-Profil, das sowohl im Normal- als auch im Rückenflug die gleichen Eigenschaften aufweist.
Ein Merkmal der Mü 28 ist die Wölbklappenautomatik, die 1973 mit Unterstützung der Deutschen Forschungsgemeinschaft von der Flugwissenschaftlichen Vereinigung Aachen als FVA-21 entwickelt worden war. Für jeden Flugzustand gibt es abhängig von Flächenbelastung und Fluggeschwindigkeit einen optimalen Wölbklappeneinstellwinkel. Da die kontinuierliche Korrektur des Winkels für einen Piloten während des Fluges eine unmögliche Zusatzbelastung darstellt, wurde ein automatisches Regelsystem entwickelt, das den Wölbklappeneinstellwinkel abhängig vom Anstellwinkel des Flugzeugs ändert. Diese optimale Wölbklappenstellung verleiht der Mü 28 ihre sehr guten Flugeigenschaften für den Kunstflug, da insbesondere auch im Rückenflug hohe Auftriebsbeiwerte erreicht werden können. Ein ähnliches Wölbklappenautomatiksystem wurde später in einen Phoebus und in eine LS3 nachgerüstet.

## Nutzung
Besonders seit Mitte der 1980er-Jahre konnten mit der Mü 28, die ausschließlich von Mitgliedern der Akaflieg München geflogen wird, viele sportliche Erfolge bei Meisterschaften, Weltmeisterschaften und beim Salzmann-Cup erzielt werden. Durch das Aufkommen von anderen modernen Segelkunstflugzeugen wie der Swift S-1 nahmen die Erfolge ab, doch auch noch 20 Jahre später werden noch gute Platzierungen mit der Mü 28 erflogen.

## Technische Daten
| Kenngröße              | Daten             |
| ---------------------- | ----------------- |
| Besatzung              | 1                 |
| Länge                  | 6,75 m            |
| Spannweite             | 12 m              |
| Flügelfläche           | 13,2 m²           |
| Flügelstreckung        | 10,91             |
| Gleitzahl              | 27 bei 103 km/h   |
| Geringstes Sinken      | 1 m/s bei 89 km/h |
| Leermasse              | 315 kg            |
| max. Startmasse        | 425 kg            |
| Höchstgeschwindigkeit  | 380 km/h          |
| Manövergeschwindigkeit | 207 km/h          |
| Böengeschwindigkeit    | 295 km/h          |